# Achille Emana
Achille Emana Edzimbi (* 5. Juni 1982 in Yaoundé) ist ein ehemaliger kamerunischer Fußballspieler.

## Vereinskarriere
Emana kam 1999 aus seinem Heimatland Kamerun nach Spanien zum FC Valencia und spielte dort in der zweiten Mannschaft. Im Januar 2000 wechselte er nach Frankreich zum FC Toulouse, die zum damaligen Zeitpunkt in der Ligue 2 spielten, am Saisonende aber in das Championnat National, die dritthöchste Spielklasse des Landes, abstiegen. Der zentrale Mittelfeldspieler wurde bereits in seiner ersten Saison, 2001/02, eine feste Größe bei Toulouse und schaffte mit dem Verein den direkten Wiederaufstieg in die Ligue 2. Auch eine Spielklasse höher gehörte er zu den Stammkräften und gewann mit dem Klub die Zweitligameisterschaft und konnte auch den Durchmarsch in die Ligue 1 feiern.
Dort konnte er sich mit dem Klub etablieren und erzielte mit dem dritten Platz in der Meisterschaft der Saison 2006/07 das beste Ergebnis in der Geschichte des FC Toulouse. Emana gelangen in jener Saison acht Treffer in 36 Einsätzen und leistete damit einen wichtigen Beitrag zum Erreichen dieses Platzes. In der folgenden Saison scheiterte man in der Qualifikation für die UEFA Champions League deutlich am FC Liverpool (0:5 in der Addition). Auch im UEFA-Pokal 2007/08 lief es kaum besser, nach zwei mühsamen Partien gegen den bulgarischen Klub ZSKA Sofia qualifizierte man sich für die Gruppenphase, in der man mit nur drei Punkten aus vier Partien als Gruppenletzter ausschied.
Es folgten Stationen in Saudi-Arabien, den Vereinigten Arabischen Emiraten, Mexiko, Japan, Indien und in den unterklassigen Ligen Spaniens.

## Nationalmannschaftskarriere
Achille Emana kam 2003 zu seinen ersten Einsätzen für die Nationalmannschaft Kameruns. Er nahm mit der Landesauswahl am Konföderationen-Pokal 2003 teil, der vom Tod seines Mannschaftskameraden Marc-Vivien Foé überschattet wurde. Emana kam während des Turniers zunächst im bedeutungslosen letzten Gruppenspiel gegen die USA über 90 Minuten zum Einsatz und wurde im Finalspiel gegen Frankreich zu Beginn der Verlängerung eingewechselt. Nach sieben Minuten in der Verlängerung erzielte der Franzose Thierry Henry per Golden Goal den Siegtreffer und Kamerun belegte somit den zweiten Rang.
Bei der Afrikameisterschaft 2006 stand er im Kader Kameruns, kam aber während des Turniers nur in zwei Vorrundenpartien als Einwechselspieler zum Zug. Das Turnier endete für Kamerun nach einer Niederlage im Elfmeterschießen gegen die Elfenbeinküste. Für die Afrikameisterschaft 2008 wurde Emana erneut ins Aufgebot der unzähmbaren Löwen berufen.